# Kleine Bartfledermaus
Die Kleine Bartfledermaus (Myotis mystacinus) ist eine Fledermaus-Art aus der Gattung der Mausohren (Myotis).

## Beschreibung
Die Kleine Bartfledermaus ist mit einer Kopf-Rumpf-Länge von etwa vier Zentimetern, einer Flügelspannweite von ungefähr 20 Zentimetern und einer Unterarmlänge von 32 bis 36,5 mm eine der kleinsten europäischen Mausohr-Arten. Ausgewachsene Tiere wiegen vier bis sieben Gramm. Kleine Bartfledermäuse sind insbesondere im Gesicht dunkel gefärbt, das Fell ist an der Oberseite nussbraun bis graubraun, die Bauchseite ist grau. Ohren, Schnauze und Flughäute sind schwarzbraun. Insgesamt sieht die Kleine Bartfledermaus der Großen Bartfledermaus, der Nymphenfledermaus sowie der Steppen-Bartfledermaus sehr ähnlich.

## Verbreitung

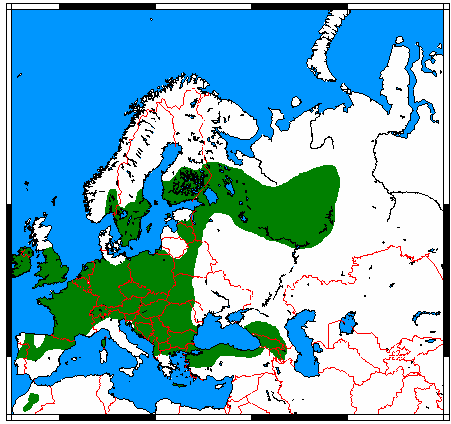
Verbreitungsgebiet der Kleinen Bartfledermaus

Die Kleine Bartfledermaus ist in Europa weit verbreitet. Das Verbreitungsgebiet reicht von Marokko bis Schottland und Südskandinavien. Die östliche Verbreitungsgrenze ist auf Grund von Verwechselungen mit der Steppen-Bartfledermaus unbekannt, sichere Nachweise gibt es aus dem Kaukasus und Israel.

## Lebensraum und Lebensweise
Die Kleine Bartfledermaus ist nicht so stark von Gewässern und Wäldern abhängig wie ihr größerer Verwandter, die Große Bartfledermaus. Sie kommt auch in halboffenen bis offenen Landschaften sowie in Dörfern vor. Sommerquartiere befinden sich sowohl in Gebäuden als auch in anderen Spalten, wie z. B. hinter Baumrinde. Winterquartiere befinden sich vor allem in Höhlen, Stollen und Kellern. Die Kleine Bartfledermaus jagt meist strukturgebunden an Waldrändern oder entlang anderer Vegetation. Auch offenere Landschaften wie Streuobstwiesen oder Gewässer werden zur Jagd genutzt.

## Gefährdung
In Deutschland steht die Kleine Bartfledermaus auf der Roten Liste. Sie gilt als gefährdet und ist eine streng geschützte FFH-Anhang IV Art. Gefährdet ist die Art vor allem durch Quartierzerstörung, z. B. durch Gebäudesanierungen. Die IUCN stuft die Art auf Grund des großen Verbreitungsgebietes als nicht gefährdet (“least concern”) ein.